# Коняри (дем Делта)
Коняри, Коняре или Кона̀ра, или Гюндоглар (на гръцки: Ανατολικό, Анатолико, катаревуса Ανατολικόν, Анатоликон, до 1955 година Βαλμάδα, Валмада) е село в Гърция, дем Делта в административна област Централна Македония.

## География
Селото е разположено в областта Вардария на 4 километра северно от град Кулакия (Халастра), в началото на делтата на Вардар (Аксиос), на левия бряг на реката.

## История

### В Османската империя
През османското владичество Коняри е чисто българско село в Солунска кааза на Османската империя, като селяните винаги са притежавали земята си. Турското име идва от güneş, което означава слънце. Българското име произхожда от прочутите в района коне, отглеждани в селото, поради обширните пасища. Освен с животновъдство селяните се занимават и с  пшеница, фасул и грах, като също така ловят риба във Вардар и в Долното езеро. Общината поддържа и една ператария - голям сал, вързан с въжета, за двата бряга на реката, който може да побере волска кола с воловете. Жителите страдат от наводненията на реката и строят диги, за да се предпазят.
В 1848 година руският славист Виктор Григорович описва в „Очерк путешествия по Европейской Турции“ Конари като българско село. Александър Синве („Les Grecs de l’Empire Ottoman. Etude Statistique et Ethnographique“) в 1878 година пише, че във Валмадес (Valmadès), Камбанийска епархия, живеят 780 гърци. В „Етнография на вилаетите Адрианопол, Монастир и Салоника“, издадена в Константинопол в 1878 година и отразяваща статистиката на населението от 1873 г., Коняре (Koniaré) е показано като село с 234 домакинства и 1096 жители българи.
Според Васил Кънчов („Македония. Етнография и статистика“) в 1900 година в Коняри живеят 1220 българи християни. Цялото село е под върховенството на Цариградската патриаршия. По данни на секретаря на Българската екзархия Димитър Мишев („La Macédoine et sa Population Chrétienne“) в 1905 година в Коняре (Koniaré) има 960 жители българи патриаршисти гъркомани и в селото работи гръцко училище.
При преброяването от 1905 година според гръцки източници в селото има 690 славяноговорещи патриаршисти.
Според доклад на Димитриос Сарос от 1906 година Валмада (Βαλμάδα) е славяногласно село в Кулакийската епископия с 629 жители с гръцко съзнание. В селото работи четирикласно гръцко смесено училище и детска градина със 101 ученици и 2 учители.
При избухването на Балканската война в 1912 година трима души от Коняри са доброволци в Македоно-одринското опълчение.

### В Гърция
През войната селото е окупирано от гръцки части и остава в Гърция след Междусъюзническата война в 1913 година.
В „Етнография на Македония“, издадена в 1924 година, Густав Вайганд описва Валмаса (Валмадес) като българско село на българо-гръцката езикова граница:
| „ | От другата страна на Вардар само селото Колакия е гръцко. Валмаса (Валмадес) е, напротив, българско (Гопчевич го дава гръцко), също и Йонджида, която Гопчевич съвсем е забравил. | “ |

## Личности
Родени в Коняри
- Димитър Мирчев (Митре), македоно-одрински опълченец, 3 и Нестроева рота на 5 одринска дружина[13]
- Никола Попгеоргиев (1855 – 1915), български учител и дарител[14], завършил филология в Атина и Мюнхен[15]
- Ставри Христов (Ристов, 1890 – ?), македоно-одрински опълченец, 3, 4 и Нестроева рота на 5 одринска дружина[16]
- Ставрос Кукусинас (Σταύρος Κουκουσίνας), гръцки андартски деец, четник на Йоанис Деместихас и други капитани в Ениджевардарското езеро[17]
- Трайко Христов (? – 1913), македоно-одрински опълченец, 2 рота на 3 солунска дружина, загинал в Междусъюзническата война на 22 юни 1913 година[18]

Починали в Коняри
- Кольо Бахчеванов (? – февруари 1910), войвода на ВМОРО, загинал в сражение с османски войски заедно с Щерю Наумов[19]